# Stephen Hunter
Pour les articles homonymes, voir Hunter.
Pour l'acteur néo-zélandais, voir Stephen Hunter (acteur).
Stephen Hunter, né le 25 mars 1946 à Kansas City dans le Missouri, est un journaliste, un critique de cinéma et un écrivain américain spécialisé dans le roman policier.

## Biographie
Après des études supérieures à l'Université Northwestern et l'obtention de son diplôme en 1968, il passe deux années dans les Forces armées des États-Unis avant d'entreprendre en 1971 une carrière de journaliste au Baltimore Sun où, en 1982, il devient critique de cinéma. En 1997, il quitte ce journal pour le Washington Post. En 2003, il reçoit le prix Pulizer de la critique (en). Le recueil Violent Screen: A Critic's 13 Years on the Front Lines of Movie Mayhem (1995) réunit une bonne partie de ses critiques.
Parmi les romans policiers de Stephen Hunter, Shooter (Point of Impact, 1993), « considéré comme son chef-d'œuvre »est le premier volet des aventures de son héros, Bob Lee Swagger, un ancien sniper de la guerre du Viêt Nam. Earl Swagger, un autre personnage récurrent de Hunter, est le père de Bob Lee. Leurs récits les mettent en vedette se caractérisent par une succession de péripéties mouvementées au cours desquelles foisonnent les tireurs d'élite, espions, et baroudeurs en tout genre.
Sales Blancs (Dirty White Boys, 1994) est le récit d'une poursuite, l'un des thèmes favoris de l'auteur, alors que trois criminels s'évadent d'un pénitencier de l'Oklahoma.
Stephen Hunter a également signé la novélisation de Target, le film réalisé en 1985 par Arthur Penn, avec Gene Hackman et Matt Dillon.

## Œuvre

### Romans

#### SérieBob Lee Swagger
- Point of Impact (1993) Publié en français sous le titre Roméo Dog, traduit par d’Élisabeth Luc, Paris, Éditions Murder Inc., coll. « Thriller noir », 2000, 506 p.  (ISBN 2-913636-12-8) ; réédition sous le titre Shooter, Paris, Gallimard, Folio policier no 662, 2012
- Black Light (1996) Publié en français sous le titre Lumière noire, traduit par Élisabeth Luc, Paris, Éditions Murder Inc., coll. « Thriller noir », 2001, 465 p.  (ISBN 2-913636-17-9)
- Time to Hunt (1998)
- The 47th Samurai (2007) Publié en français sous le titre Le 47e Samouraï, traduit par Guy Abadia, Monaco-Paris, France, Le Rocher, coll. « Thriller », 2008, 390 p.  (ISBN 978-2-268-06629-5) ; réédition, Paris, Gallimard, Folio policier no 698, 2013
- Night of Thunder (2008) Publié en français sous le titre Nuit de tonnerre, traduit par Élisabeth Luc, Monaco-Paris, France, Le Rocher, coll. « Thriller », 2011, 279 p.  (ISBN 978-2-268-07127-5)
- I, Sniper (2009) Publié en français sous le titre Le Sniper[2], traduit par Élisabeth Luc, Monaco-Paris, France, Le Rocher, coll. « Thriller », 2012, 387 p.  (ISBN 978-2-268-07293-7) ; réédition, Paris, Gallimard, Folio policier no 734, 2014
- Dead Zero (2010)
- The Third Bullet (2013)
- Sniper's Honor (May 2014)
- G-Man (2017)
- Game of Snipers (2019)
- Targeted (2022)

#### SérieEarl Swagger
- Hot Springs (2000) Publié en français sous le titre Hot Springs, traduit par Élisabeth Luc, Paris, Éditions Murder Inc., coll. « Thriller noir », 2002, 561 p.  (ISBN 2-913636-36-5)
- Pale Horse Coming (2001) Publié en français sous le titre Sept contre Thèbes, traduit par Élisabeth Luc, Monaco-Paris, France, Le Rocher, coll. « Thriller », 2006, 538 p.  (ISBN 978-2-268-06052-1)
- Havana (2003)
- The Bullet Garden (2023)

#### SérieRay Cruz
- Dead Zero (2010)
- Soft Target (2011)

#### Autre romans
- The Master Sniper (1980)
- The Second Saladin (1982)
- Target (1985), novélisation Publié en français sous le titre Target, d'après un scénario de Don Petersen, Paris, Le Livre de poche no 7505, 1986, 254 p.  (ISBN 0-446-34068-5)
- The Spanish Gambit (aussi titré Tapestry of Spies) (1985)
- The Day Before Midnight (1989) Publié en français sous le titre Un jour avant minuit, traduit par Hubert Galle, Paris, Éditions Flammarion, 1989, 364 p.  (ISBN 2-08-066133-7)
- Dirty White Boys (1994) Publié en français sous le titre Sales Blancs, traduit par Élisabeth Luc, Paris, Éditions Murder Inc., coll. « Thriller noir », 1999, 449 p.  (ISBN 2-913636-02-0) ; réédition, Paris, Pocket no 10991, 2001
- I, Ripper (2015)
- Basil’s War (2021)

### Nouvelle
- Casey at the Bat (2010), dans le recueil collectif Agents of Treachery

### Autres publications
- Violent Screen: A Critic's 13 Years on the Front Lines of Movie Mayhem (1995)
- Now Playing at the Valencia: Pulitzer Prize-Winning Essays on Movies (2005)
- American Gunfight: The Plot to Kill Harry Truman and the Shoot-out that Stopped It (2005)

## Adaptation au cinéma
- 2007 : Shooter, tireur d'élite, film américain réalisé par Antoine Fuqua, d'après le roman Shooter (Point of Impact), avec Mark Wahlberg et Michael Peña

## Sources
- Claude Mesplède, Dictionnaire des littératures policières, vol. 1 : A - I, Nantes, Joseph K, coll. « Temps noir », 2007, 1054 p. (ISBN 978-2-910-68644-4, OCLC 315873251), p. 1019-1020.

- (en) Cet article est partiellement ou en totalité issu de l’article de Wikipédia en anglais intitulé « Stephen Hunter » (voir la liste des auteurs).